# Cerynea falcigera
Cerynea falcigera là một loài bướm đêm trong họ Erebidae.